# Chuang Chia-jung
Chuang Chia-jung (Kaohsiung, 10 de Janeiro de 1985) é uma ex-tenista profissional de taiwanesa, especialista em duplas, modalidade em que ganhou 22 títulos WTA e chegou à 5ª colocação do ranking.
O último jogo de sua carreira aconteceu no WTA de Taipé, no início de 2018. Anunciou a aposentadoria em 29 de novembro do mesmo ano.

## Títulos

### Grand Slam finais

#### Duplas: 2 (0–2)
| Posição | Ano  | Campeonato          | Piso | Parceira      | Oponentes                    | Placar           |
| Vice    | 2007 | Aberto da Austrália | Duro | Chan Yung-jan | Cara Black Liezel Huber      | 6–4, 6–7(4), 6–1 |
| Vice    | 2007 | US Open             | Duro | Chan Yung-jan | Nathalie Dechy Dinara Safina | 6–4, 6–2         |